# Tomášovce (Rimavská Sobota)
Tomášovce, ungarisch Balogtamási (bis 1927 slowakisch auch „Tomáška“; ungarisch älter Tamási oder Tamásfala) ist eine Gemeinde in der südlichen Mittelslowakei mit 248 Einwohnern (Stand 31. Dezember 2024), die im Okres Rimavská Sobota, einem Kreis des Banskobystrický kraj, liegt und zur traditionellen Landschaft Gemer gehört.

## Geographie

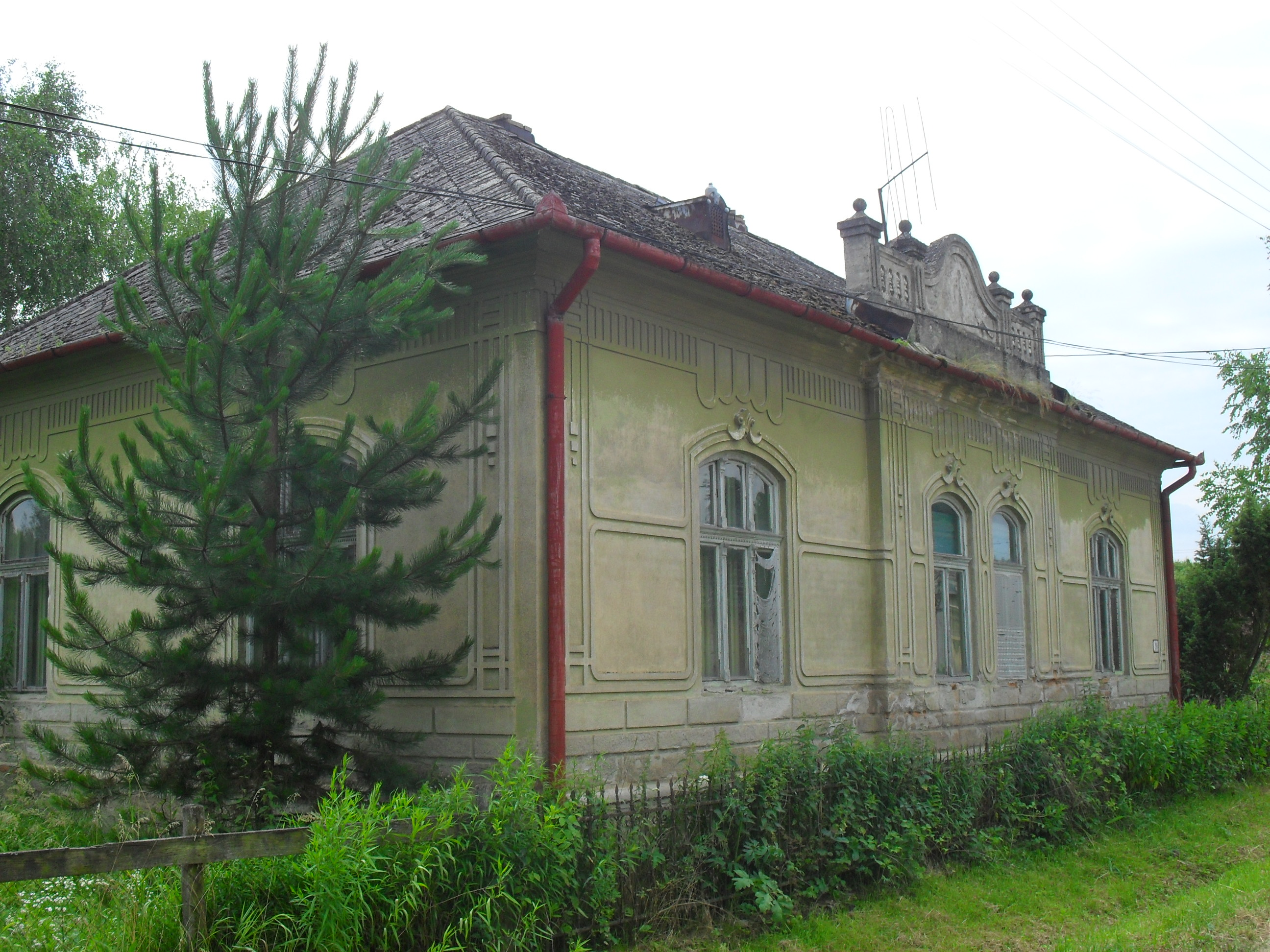
Altes Haus in Tomášovce

Die Gemeinde befindet sich im nördlichen Teil des Talkessels Rimavská kotlina (Teil der größeren Einheit Juhoslovenská kotlina), auf rechtsseitiger Flurterrasse des Blh im Einzugsgebiet der Rimava. Das Ortszentrum liegt auf einer Höhe von 192 m n.m. und ist 14 Kilometer von Rimavská Sobota entfernt.
Nachbargemeinden sind Uzovská Panica im Norden, Rakytník im Osten, Bátka im Süden, Sútor im Südwesten und Rimavská Sobota (Stadtteil Bakta) im Westen.

## Geschichte

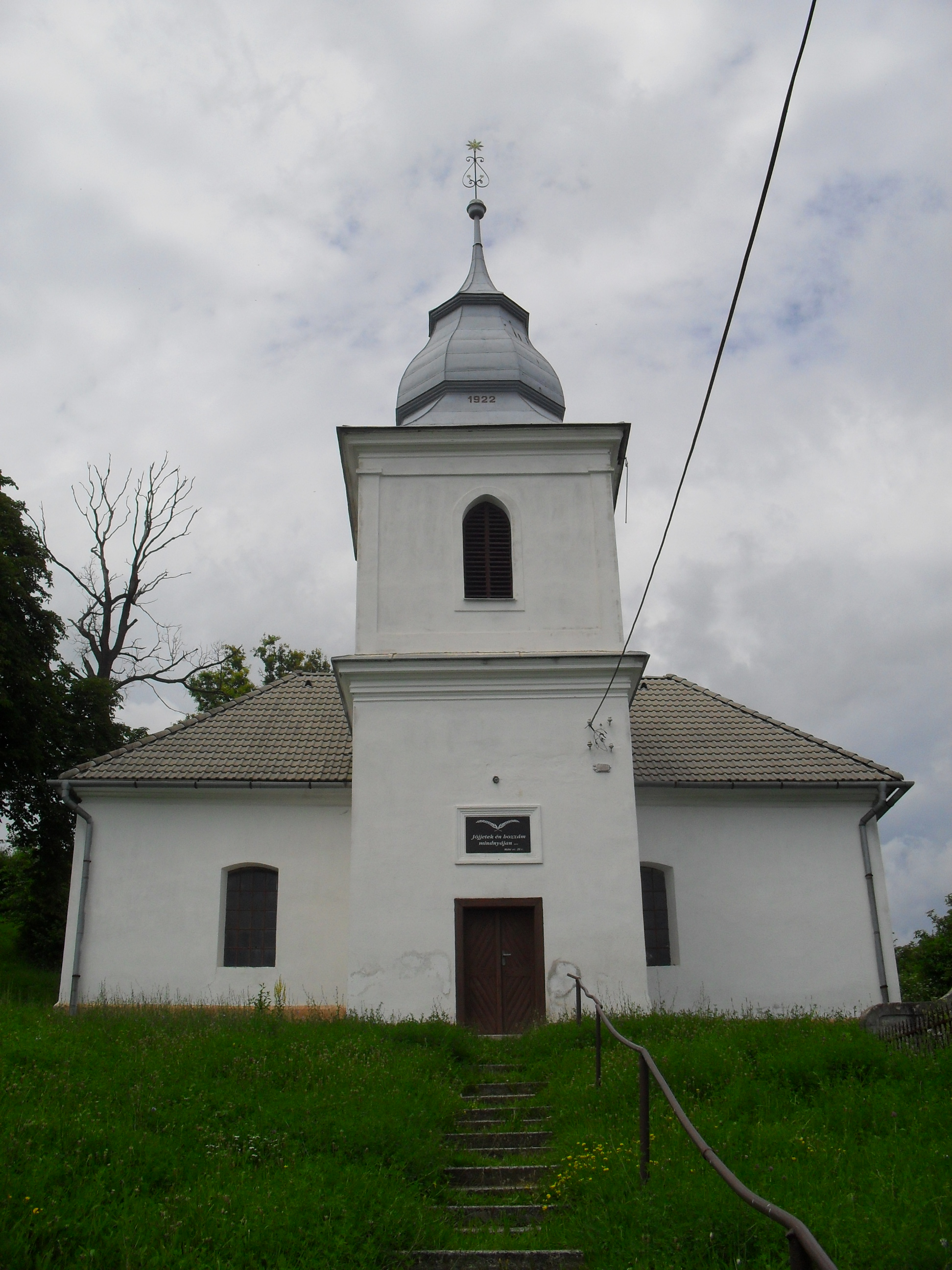
Reformierte Kirche in Tomášovce

Tomášovce wurde zum ersten Mal 1405 als Thamasy schriftlich erwähnt, weitere historische Bezeichnungen sind unter anderen Tamasy (1423), Thamasteleky (1427), utraque Thamasy (1760), Tamassowcze (1773). Das Dorf war eine Mautsiedlung und war Gut der Familie Uzy, 1460 lag es im Herrschaftsgebiet der Burg Blh, im 16. und 17. Jahrhundert Besitz der Familie Széchy und schließlich befand es sich in der Herrschaft der Burg Muráň. In der Zeit der Türkenkriege und Kuruzenaufstände wurde der Ort verwüstet und erst um die Mitte des 18. Jahrhunderts wieder bevölkert. 1828 zählte man 38 Häuser und 306 Einwohner, die als Landwirte beschäftigt waren.
Bis 1918/19 gehörte der im Komitat Gemer und Kleinhont liegende Ort zum Königreich Ungarn und kam danach zur Tschechoslowakei beziehungsweise heute Slowakei. Auf Grund des Ersten Wiener Schiedsspruchs lag der Ort von 1938 bis 1944 noch einmal in Ungarn.

## Bevölkerung
| Jahr                | 1994 | 2004    | 2014    | 2024     |
| ------------------- | ---- | ------- | ------- | -------- |
| Anzahl der Personen | 221  | 199     | 204     | 248      |
| Unterschied         |      | −9,95 % | +2,51 % | +21,56 % |

| Jahr                | 2023 | 2024     |
| ------------------- | ---- | -------- |
| Anzahl der Personen | 221  | 248      |
| Unterschied         |      | +12,21 % |

Gemäß der Volkszählung 2011 wohnten in Tomášovce 192 Einwohner, davon 137 Magyaren, 36 Slowaken und drei Tschechen. 16 Einwohner machten keine Angabe zur Ethnie.
90 Einwohner bekannten sich zur römisch-katholischen Kirche, 69 Einwohner zur reformierten Kirche, drei Einwohner zur Evangelischen Kirche A. B., zwei Einwohner zur evangelisch-methodistischen Kirche und ein Einwohner zu den christlichen Gemeinden. Sieben Einwohner waren konfessionslos und bei 20 Einwohnern wurde die Konfession nicht ermittelt.

## Baudenkmäler
- reformierte (calvinistische) Kirche im klassizistischen Stil aus dem Jahr 1820[7]